# Gladys West
Gladys Mae West (născută Maro) (n. 1930 sau 1931)  este o matematiciană americană cunoscută pentru contribuțiile sale matematice care stau la baza sistemelor de navigație prin satelit. West a fost introdusă în Hall of Fame al Forțelor Aeriene ale Statelor Unite ale Americii.

## Viața timpurie și educație
West s-a născut în Dinwiddie County, Virginia, Statele Unite ale Americii, într-o familie de agricultori. După ce a câștigat o bursă pentru că a fost cea mai bună din liceu, a studiat matematica la Universitatea de Stat din Virginia. După absolvire a predat timp de aproximativ doi ani.

## Carieră
În 1956 Gladys West a început să lucreze la Centrul Naval Surface Warfare la Divizia Dahlgren, unde a fost cea de-a doua femeie de culoare care a fost vreodată angajată acolo. West a început să colecteze date de la sateliți, fapt care, în cele din urmă, a dus la dezvoltarea Sistemului de navigație prin satelit. Superiorul ei, Ralph Neiman a recomandat-o ca manager de proiect pentru proiectul Seasat de altimetrie radar, primul satelit care putea să identifice de la distanță oceanele. În 1979, Neiman o recomandă pe West pentru a fi premiată. West a fost programator în Divizia Dahlgren pentru calculatoare la scară largă și  manager de proiect pentru sistemele de prelucrare a datelor utilizate în analiza datelor obținute de la sateliți.

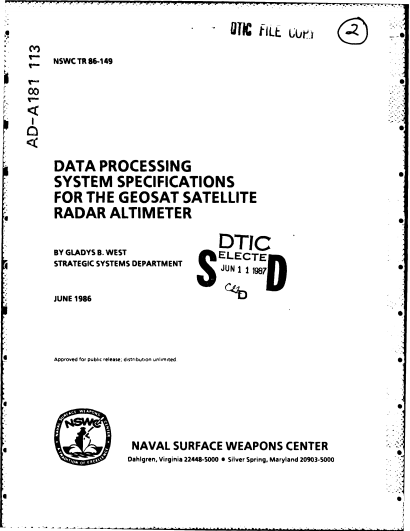
Raport realizat de Gladys West de prelucrare a datelor pentru GeoSat

Dr. Gladys West, inclusă în Hall of Fame în 2018

În 1986, West a publicat "Specificațiile Sistemului de Prelucrare a Datelor pentru Altimetru Radar al Satelitului Geosat", un ghid ilustrat de 60 de pagini. A publicat Ghidul Centrul de Arme Navale de Suprafață (Naval Surface Weapons Center - NSWC) pentru a explica cum se poate crește precizia de estimare de " înălțimi de geoid  și de deviere a verticalelor", subiecte de geodezie prin satelit. Acest lucru a fost realizat prin prelucrarea datelor create de altimetru radio pe satelitul Geosat care a intrat pe orbită pe data de 12 martie 1984. West a lucrat la Dahlgren de 42 de ani, pensionîndu-se  în 1998. 
West a fost selectată de către BBC, ca parte a campaniei lor din 2018: 100 de Femei. West a fost intclusă în Hall of Fame al Forțelor Aeriene ale Statelor Unite ale Americii în 2018, primind astfel unul din cele mai mari onoruri pentru un comandant din Forțele Aeriene. Ea a fost descrisă ca fiind una de pionierii necunoscuși care au realizat calcule matematice esențiale  pentru Fortele Armate ale Statelor Unite înainte de introducerea sistemelor electronice.

## Viața personală
West s-a întâlnit soțul ei Ira West la baza navală și s-au căsătorit în 1957.Au 3 copii adulți și șapte nepoți. În 2018, a finalizat un Doctorat prin  programul la distanță la Universitatea de Stat și Institutul Politehnic Virginia. 